# Дорогой папа
«Дорого́й па́па» — российский комедийный семейный фильм режиссёра Михаила Расходникова. В главных ролях: Владимир Вдовиченков, Валентина Ляпина и Владимир Сычёв. Премьера фильма в России состоялась 12 сентября 2019 года. Телевизионная премьера фильма состоялась 12 июня 2020 года на телеканале «СТС».
Слоган фильма: «Богатый тоже плачет»

## Сюжет
Владелец огромной торговой сети Вадим Дюмин — лучший в своей теме и привык добиваться своего любыми способами. Обаяние и продуманный план помогают ему найти китайского инвестора, готового стать партнёром в компании Вадима, оформленной когда-то на его маму. Многомиллионная сделка готова к подписанию, но возникает неожиданная проблема. Мама недавно умерла и, оказывается, оставила завещание, по которому акции торговой сети должны быть переданы её внучке, дочери Вадима, которую он оставил, когда ей было 2 года и никак не поддерживал с ней отношения.
Теперь Вадим должен поехать в свой родной маленький город, найти бывшую жену и дочь и убедить их отказаться от наследства на сумму примерно в полмиллиарда долларов.

## В ролях
| Актёр                | Роль                              |
| -------------------- | --------------------------------- |
| Владимир Вдовиченков | Вадим Дюмин                       |
| Валентина Ляпина     | Алина Дюмина                      |
| Владимир Сычёв       | Рыбак                             |
| Ирина Пегова         | Инна Дюмина, мать Алины           |
| Николай Шрайбер      | Вадим, одноклассник Вадима Дюмина |
| Иева Андреевайте     | Ольга, помощница Вадима Дюмина    |
| Игорь Ясулович       | нотариус                          |
| Юлия Сулес           | женщина на уроках танца           |
| Варвара Малкова      | подруга Алины                     |
| Андрей Пермяков      | матрос                            |
| Маруся Пестунова     | Галя                              |
| Руслан Банковский    | банкир                            |
| Александр Касаткин   | эксперт                           |
| Дмитрий Комиссаров   | юрист                             |